# Rukopis nađen u Zaragozi (1965.)
Rukopis nađen u Zaragozi, poljska drama fantastike s elementima komedije iz 1965. godine. Snimljen prema romanu Jana Potockog iz 1815. godine Rukopis nađen u Zaragozi.

## Sažetak
Vrijeme napoleonskih ratova. Dvojica časnika s dviju zaraćenih strana pronašli su u nekoj napuštenoj kući rukopis. U njemu je opisan život djeda španjolskog časnika, Alphonsa van Wordena, koji je tim krajevima putovao prije mnogo godina. Zli duhovi su ga proganjali. Proganjali su ga zli duhovi. Susretao je slikovite likove poput kabalista, sultana i Ciganina. Svi su mu oni ispripovijedali svoje priče, koje su se često međusobno isprepletale.

## Vanjske poveznice
- Rukopis nađen u Zaragozi u internetskoj bazi filmova IMDb-a
- Rukopis nađen u Zaragozi na Allmovie.com